# Советский район (Новосибирск)
Сове́тский райо́н — один из десяти районов города Новосибирска, частью которого является Новосибирский Академгородок. Крупнейший по площади район города.

## География
Советский район находится на юге от центральной части города на обоих берегах реки Обь и Обского моря. Территория района — 89,2 км².
Главные улицы — Проспект Лаврентьева, Морской проспект, Приморская, Русская, Бердское шоссе.
Является наиболее удалённым от центра Новосибирска. На юге граничит с Бердском.

## История

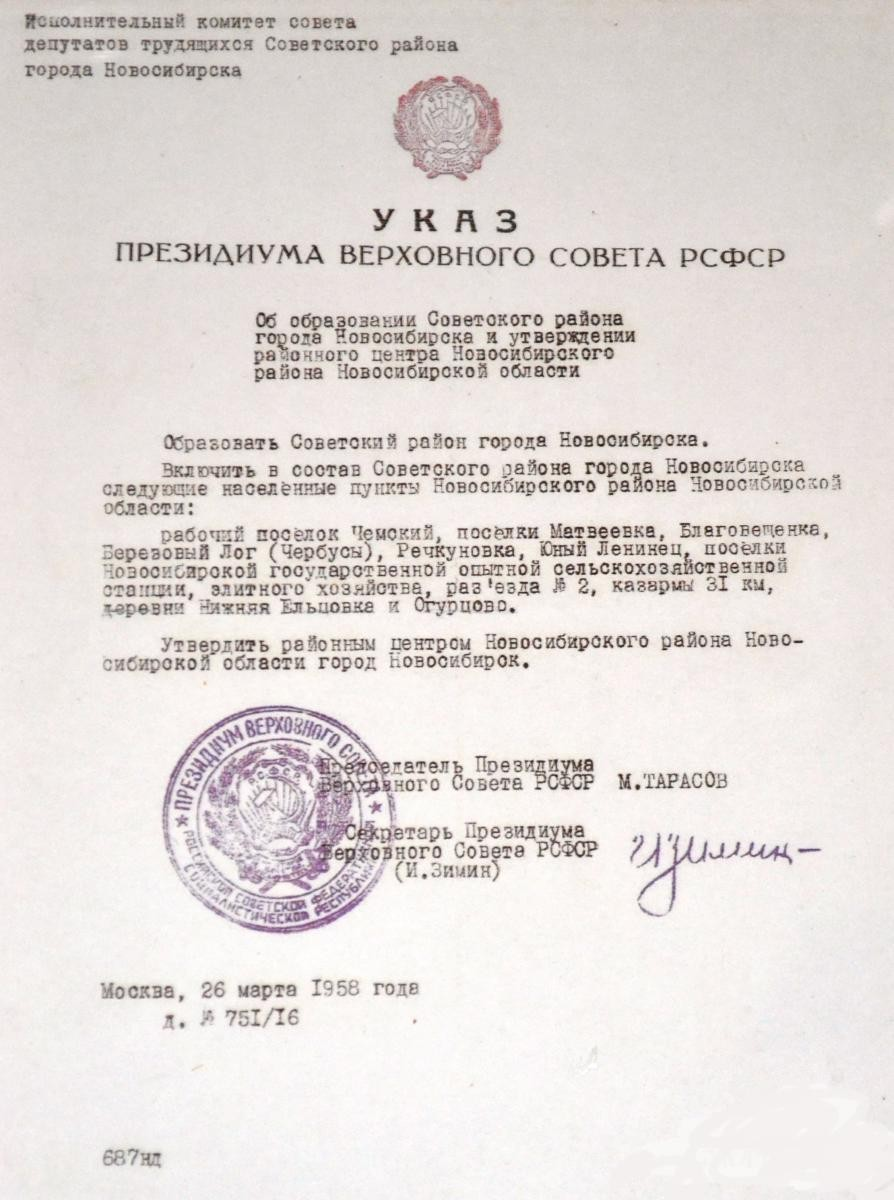
Указ об образовании района.

Образован район в связи с созданием Сибирского отделения АН СССР и Новосибирского научного центра решением исполнительного комитета Новосибирского городского Совета депутатов трудящихся № 391 от 16 апреля 1958 года в соответствии с Указом Президиума Верховного Совета РСФСР № 751/16 от 26 марта 1958 года.
В состав нового района были включены: рабочий поселок Чемской (состоял из правобережного и левобережного поселков ОбьГЭС), поселок Матвеевка, Благовещенка, Березовый лог (Чербусы), Речкуновка, Юный Ленинец, поселки Новосибирской государственной опытной сельскохозяйственной станции, элитного хозяйства, железнодорожного разъезда № 2, казармы 31 км, деревни Нижняя Ельцовка и Огурцово.

## Население
| 1989     | 2002     | 2009     | 2010     | 2012     | 2013     | 2014     |
| -------- | -------- | -------- | -------- | -------- | -------- | -------- |
| 126 765  | ↗131 303 | ↘127 396 | ↗131 972 | ↗134 020 | ↗136 200 | ↗138 271 |
| 2015     | 2016     | 2017     | 2018     | 2021     |          |          |
| ↗139 438 | ↗140 520 | ↗141 354 | ↗141 911 | ↘135 355 |          |          |

Население района составляет 8.27 % процентов общего населения города.

## Инфраструктура

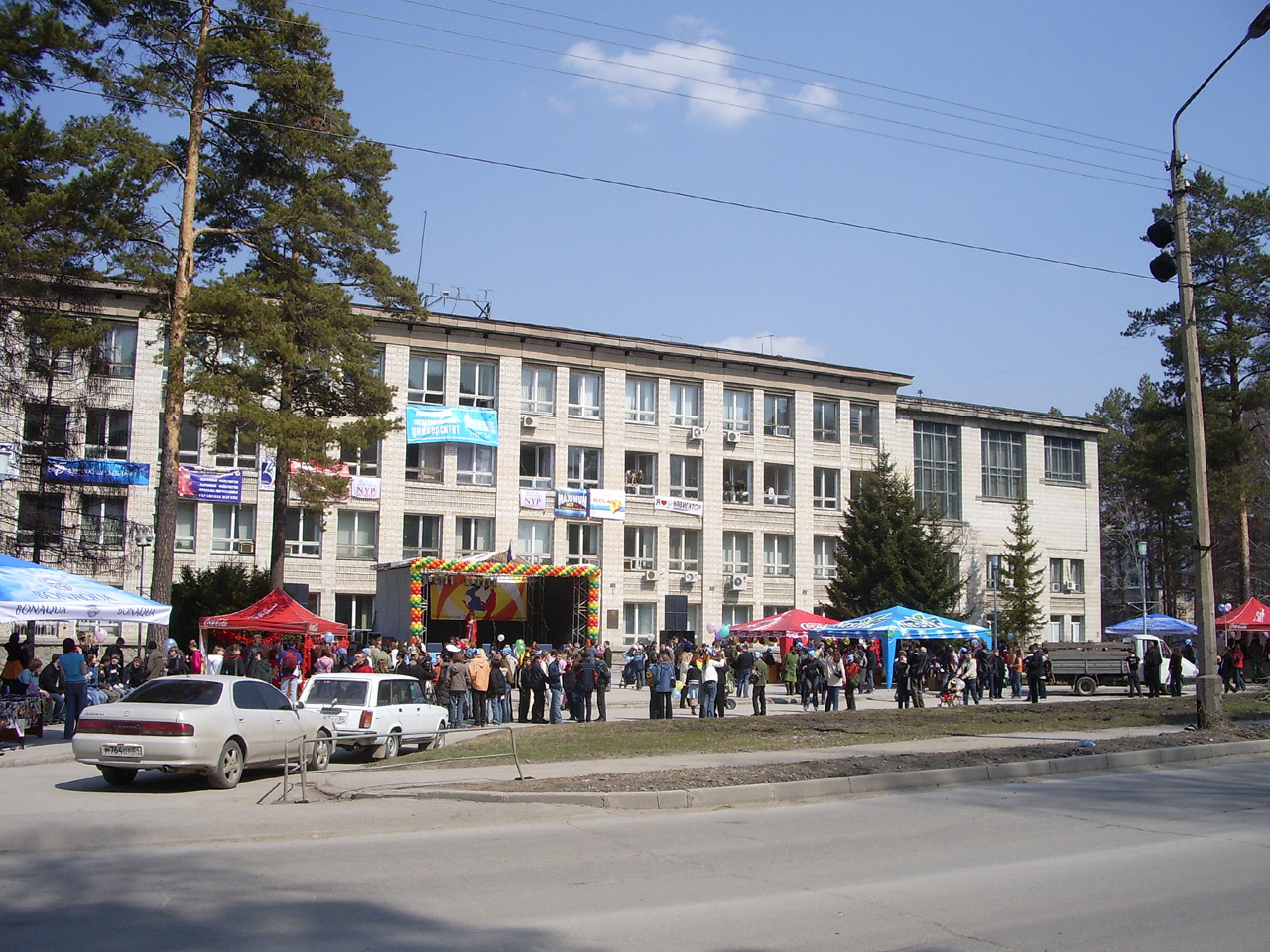
Главный корпус Новосибирского государственного университета

Учебные заведения в районе: Новосибирский государственный университет (численность студентов на начало 2000/2001 учебного года — 5770 человек), Высший колледж информатики НГУ, Новосибирское высшее военное командное училище — НВВКУ (Сайт выпускников НВВПОУ, НВИ, НВОКУ, НВВКУ), физико-математическая школа им. Академика Лаврентьева (СУНЦ НГУ). Система среднего образования включает 18 муниципальных средних школ (численность учащихся на начало 2000/2001 учебного года — 16859 человек). Одна из самых старых в новосибирском Академгородке, школа 130 была основана в 1959 году, ныне — Лицей 130 имени академика М.А. Лаврентьева. Есть и негосударственные образовательные учреждения: православная гимназия во имя преподобного Сергия Радонежского и частная школа «Медиа». В районе 46 детских дошкольных учреждений.

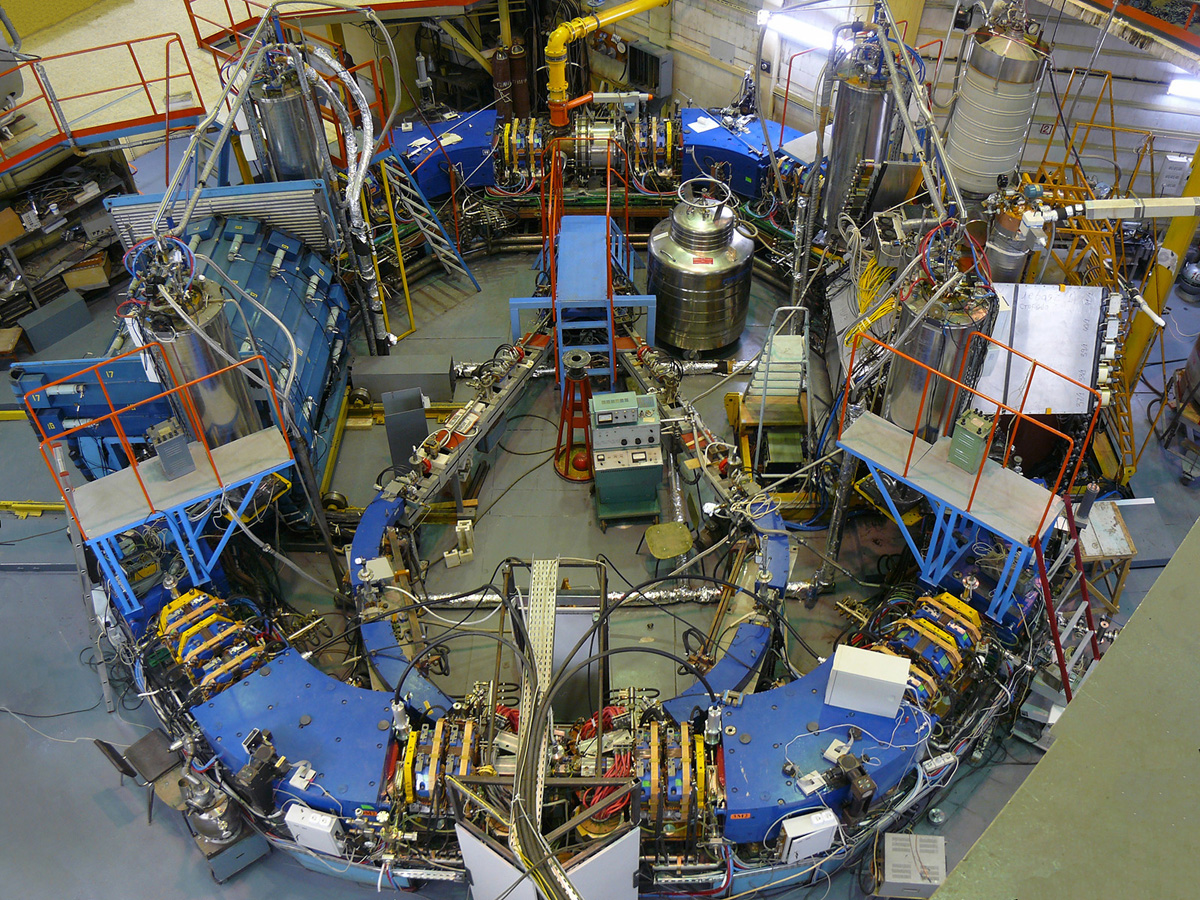
ВЭПП-2000 в ИЯФ СО РАН

На территории района расположены 3 больницы и медицинская санитарная часть. В составе этих больниц имеются 4 поликлиники для взрослых и 4 — для детей. Существуют специализированные лечебные учреждения — Институт общей патологии и экологии человека, НИИ патологии кровообращения имени академика Е. Н. Мешалкина и Международный томографический центр (МТЦ СО РАН).
В Советском районе работают девять спортивных клубов, имеются стадион, три плавательных бассейна, шесть лыжных баз, 12 муниципальных подростковых клубов, в которых занимаются 9230 подростков.
Сфера культуры представлена в районе тремя Домами культуры, Домом учёных СО РАН, десятью библиотеками, тремя музыкальными школами, филиалом художественной школы, пятью музеями, парком культуры «У моря Обского». Достопримечательностью является также Музей железнодорожной техники Западно-Сибирской железной дороги под открытым небом. А недалеко от новосибирского Академгородка, на землях Барышевского сельсовета, расположен Историко-архитектурный музей под открытым небом, относящийся к Институту археологии и этнографии.

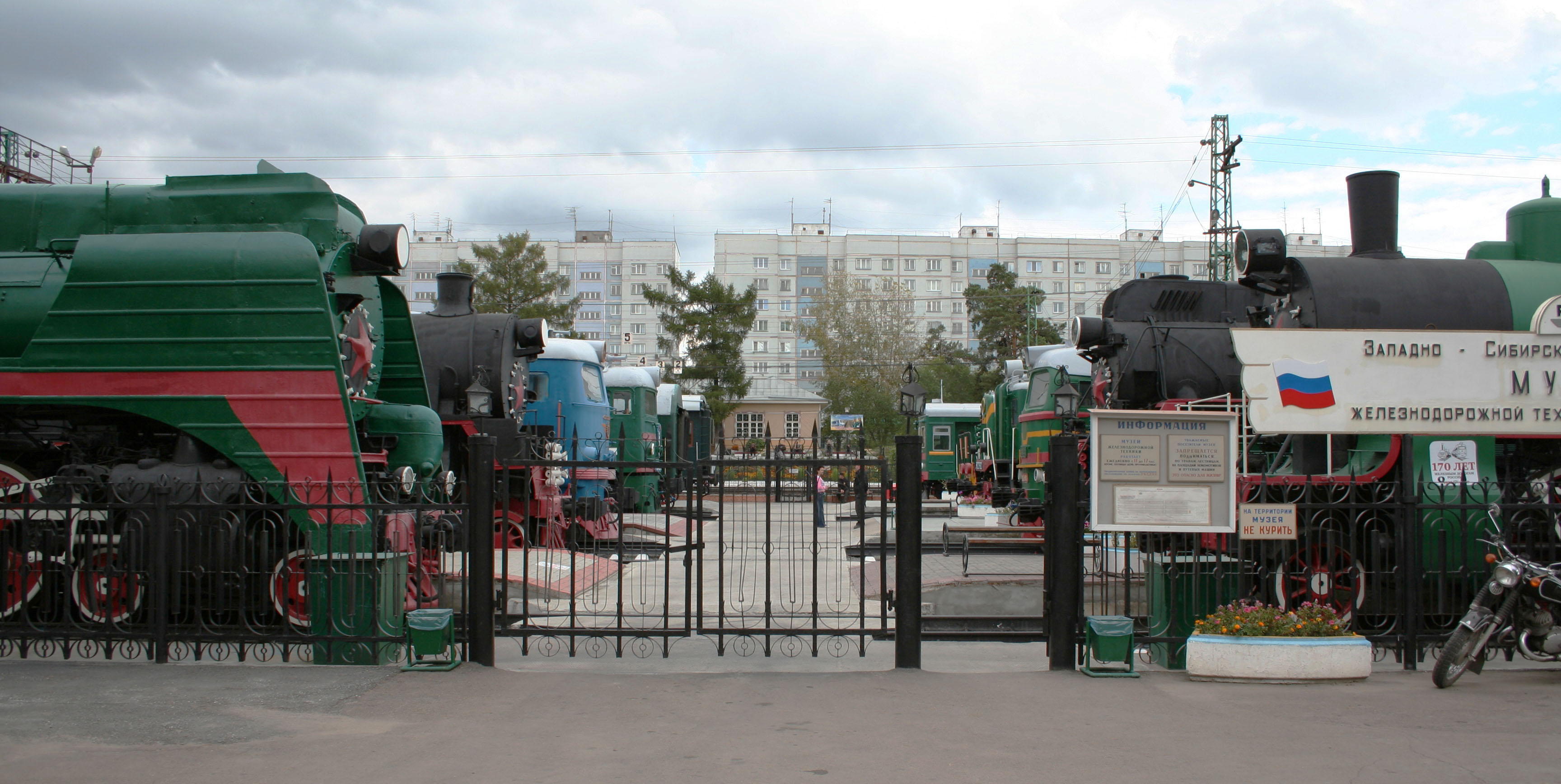
Музей железнодорожной техники

На территории Советского района находится Центральный сибирский ботанический сад.

## Предприятия
На территории района находятся Новосибирская ГЭС и научный центр Новосибирского Академгородка.
Основу промышленного комплекса Советского района Новосибирска составляют 18 крупных и средних предприятий: ГУП «Управление энергетики и водоснабжения СО РАН», ОАО «Востоктрансэнерго», ЗАО «Новосибирское Опытно-конструкторское бюро геофизического приборостроения», Строительно-промышленное акционерное общество «Сибакадемстрой», АООТ «Новосибирский завод конденсаторов», АООТ «Новосибирский энергомеханический завод», конструкторско-технологическое бюро «Катализатор», ООО «Топ-книга» и др. Всего в районе работают около 5 тысяч предприятий и около 2,5 тысяч индивидуальных предпринимателей.